# Peter Joseph Lenné

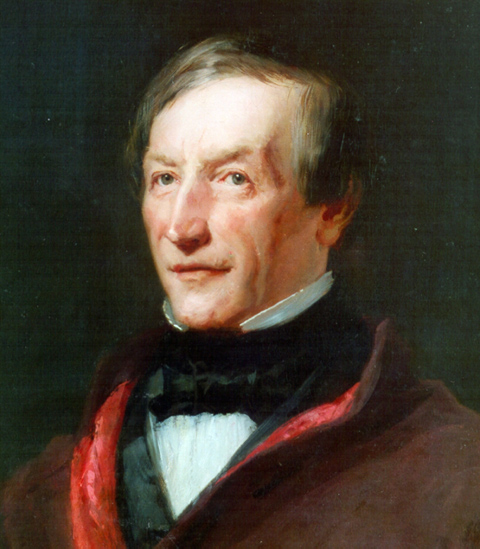
Peter Joseph Lenné um 1850

Peter Joseph Lenné, auch Peter Joseph Lenné der Jüngere (* 29. September 1789 in Bonn; † 23. Januar 1866 in Potsdam), war ein preußischer Gartenkünstler und General-Gartendirektor der königlich-preußischen Gärten.
Peter Joseph Lenné prägte fast ein halbes Jahrhundert die Gartenkunst in Preußen. Er gestaltete weiträumige Parkanlagen nach dem Vorbild englischer Landschaftsgärten und konzentrierte sich auf eine sozialverträgliche Stadtplanung Berlins, indem er Grünanlagen für die Naherholung der Bevölkerung schuf. Der Schwerpunkt seiner Arbeiten lag im Berlin-Potsdamer Kulturraum, doch finden sich auch in vielen weiteren Teilen Deutschlands Zeugnisse seiner Arbeiten.
Charakteristische Merkmale seiner Landschaftsgestaltungen sind die vielfältigen Sichtachsen, mit denen er vor allem in Potsdam die einzelnen Parkanlagen optisch miteinander verband und so die Bauwerke der Parkanlagen wirkungsvoll in Szene setzte. Die Sichtschneisen nahm er als Ausgangspunkt für die Anlage verschlungener Wege und Gartenflächen, in denen er mit ausdrucksvollen Gehölzen Akzente setzte. Sein landschaftskünstlerisches Werk bildet einen wesentlichen Teil der Berlin-Potsdamer Kulturlandschaft, die von der Pfaueninsel bis nach Werder reicht. Es steht, seit die gesamte Landschaft der Schlösser und Parks von Potsdam und Berlin 1990 zum Weltkulturerbe ernannt wurde, unter dem Schutz der UNESCO.

## Leben und Wirken

### Herkunft

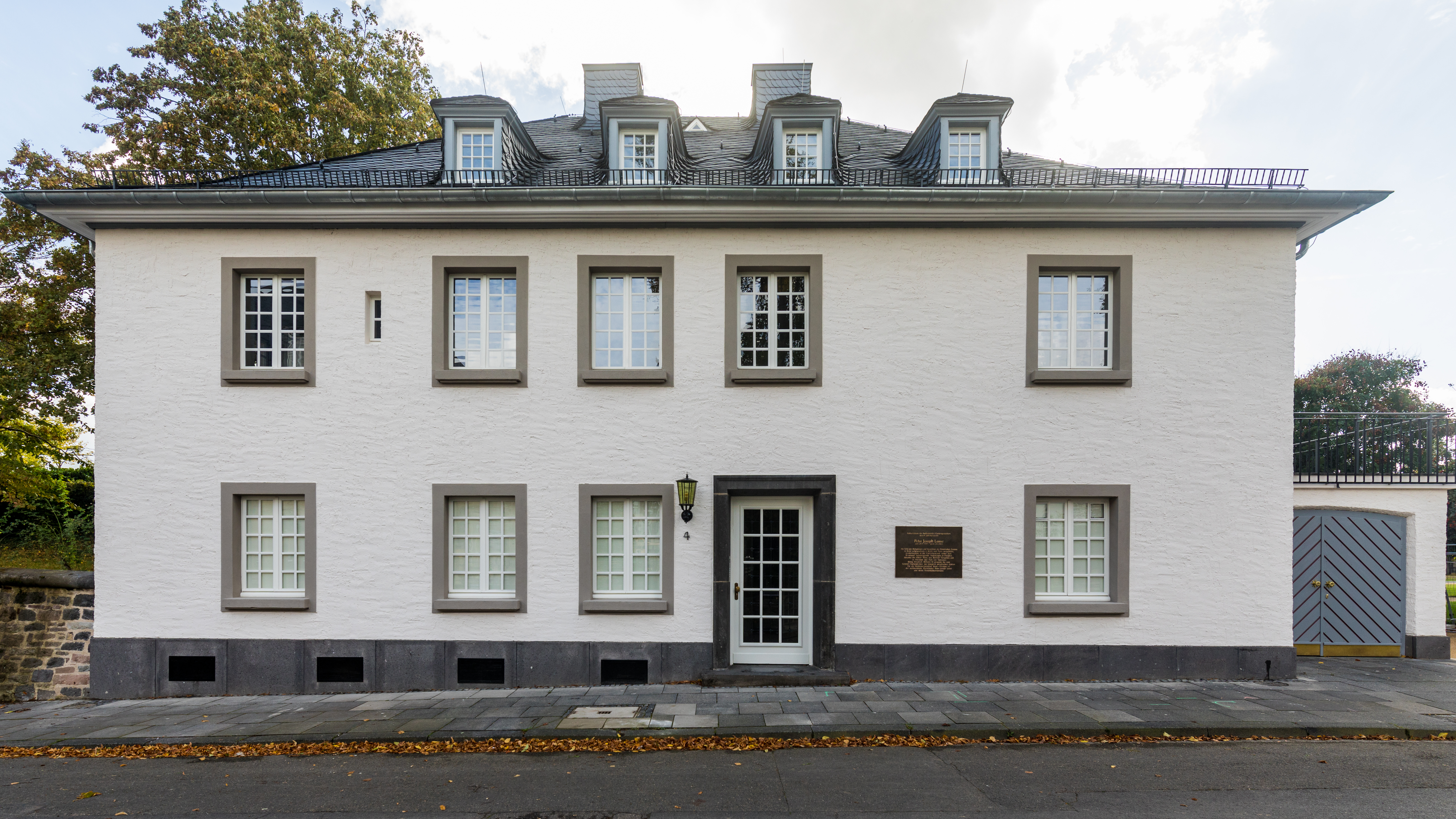
Lennés Geburtshaus in Bonn

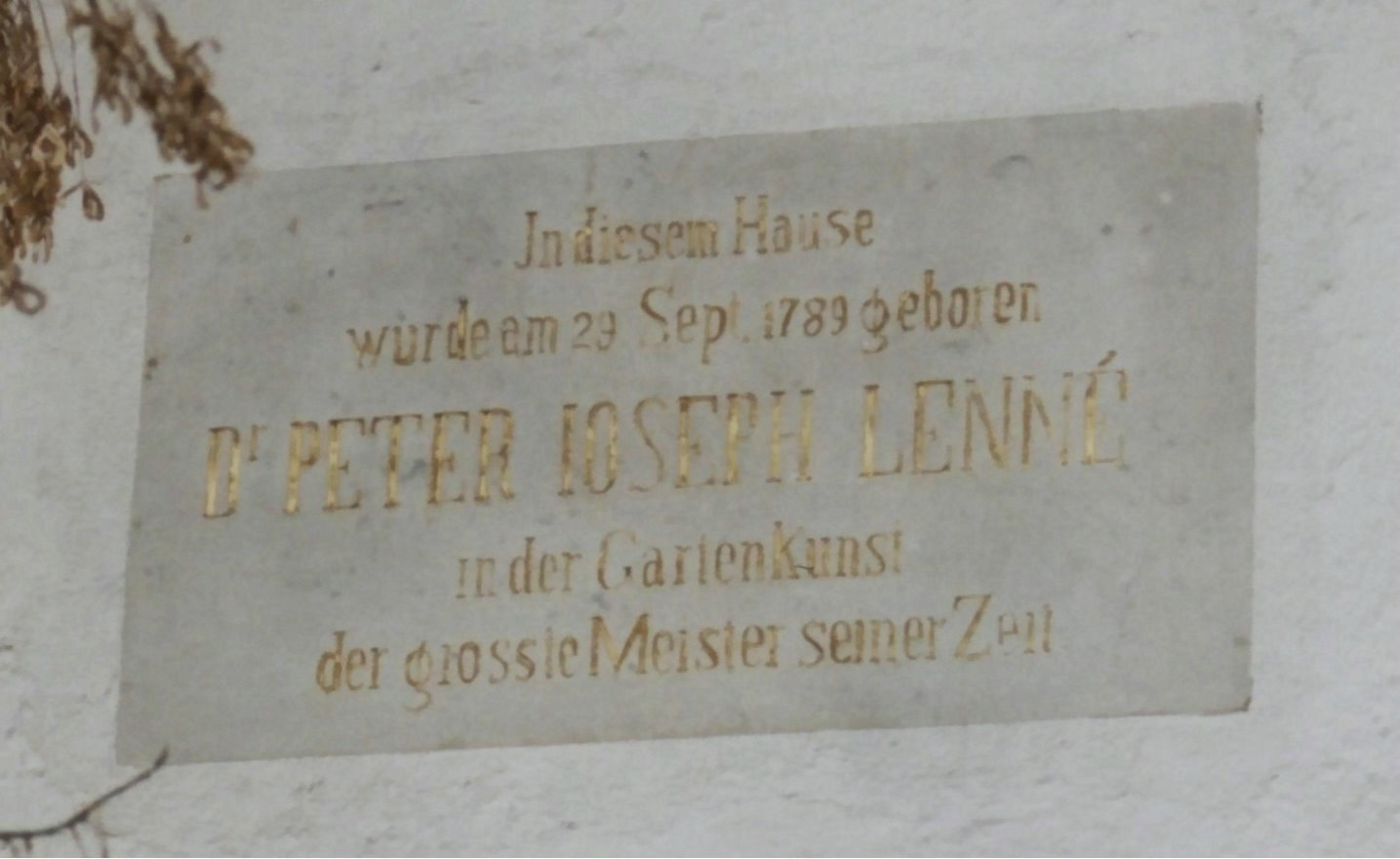
Inschrift am Geburtshaus

Peter Joseph Lenné wurde 1789 im Gärtnerhaus, heute Konviktstraße 4, am Kurfürstlichen Schloss in Bonn geboren. Sein Vater, Peter Joseph Lenné d. Ä. (1756–1821), bekleidete dort das Amt des Bonner Hofgärtners sowie des Vorstehers des Botanischen Gartens, der zur kurfürstlichen Universität (1786–1798) gehörte. Seine Mutter hieß Anna Catharina, geborene Pottgieter, eine Tochter des Bürgermeisters in Rheinberg. Seine Schwester Elisabeth (* 2. März 1799 in Bonn; † 29. Januar 1882 in Koblenz) heiratete den späteren Paulskirchenabgeordneten Franz Adams.
Lenné war Nachkomme der aus der Gegend von Lüttich stammenden Gärtnerfamilie Le Neu oder auch Le Nain (franz.: nain = Zwerg, zwergenhaft), die 1665 ins Rheinland auswanderte und seitdem in Poppelsdorf bei Bonn in kurfürstlichen Diensten stand. Wahrscheinlich erfolgte durch den Urgroßvater Maximilian Heinrich (1675–1735) 1699 eine Namensänderung in Lenné, andere Quellen verweisen auf Peter Joseph Lenné d. Ä.

### Jugend und Ausbildung
Der Familientradition folgend entschied sich Peter Joseph Lenné für den Gärtnerberuf. Auf Betreiben des Vaters, der für seinen Sohn eine akademische Ausbildung wünschte, erhielt er schon im Schüleralter Unterricht durch einen Universitätslehrer in Botanik. 1805 begann er eine Gärtnerlehre bei seinem Onkel väterlicherseits, dem Hofgärtner Joseph Clemens Weyhe d. Ä. (1749–1813) in Brühl, der mit Johanna Gertrud Lenné (1754–1837) verheiratet war. Am 15. September 1808 beendete Lenné seine Lehre. So zumindest besagt es ein Zeugnis.
Von seinem Vater finanzierte Studienreisen führten ihn 1809 nach Süddeutschland und 1811/12 nach Frankreich. In Paris bei André Thouin, dem Leiter des Jardin des Plantes und Mitglied der Académie des sciences, erwarb Lenné Kenntnisse in der Botanik seltener Sträucher und exotischer Pflanzen, die er später durch akzentuierte Anpflanzungen in die Praxis umsetzte. Diese Art der Gartengestaltung unterschied seine Arbeiten von den Werken Friedrich Ludwig von Sckells und seines Konkurrenten Hermann Fürst Pückler-Muskau, die einheimische Gewächse bevorzugten. Die von einigen Autoren angenommene Ausbildung bei André Thouins jüngerem Bruder Gabriel Thouin, der als Gartenarchitekt wirkte, ist nicht belegt. Ein weiterer Lehrmeister soll nach Lennés eigenen Angaben Jean-Nicolas-Louis Durand gewesen sein, der am Pariser Polytechnikum architektonisches Entwerfen unterrichtete und mit der Entwicklung eines Rastersystems die Planung und Gestaltung im Städtebau vereinfachte.
Nach seinem Pariser Aufenthalt kehrte Peter Joseph Lenné im Sommer 1812 zunächst zu seinen Eltern nach Koblenz zurück, wohin die Familie während der napoleonischen Besatzung 1811 umgesiedelt war und wo der Präfekt Jules Doazan den Vater zum Leiter der Departementsbaumschule ernannt hatte. Noch im selben Jahr trat Lenné seine dritte Studienreise an, die ihn nach Süddeutschland und in die Schweiz führte. Lennés eigene Aussage, er sei in dieser Zeit in der Schweiz gewesen, hält der Nachprüfung jedoch nicht stand. Während seines Aufenthalts in München lernte er möglicherweise den Gartengestalter von Sckell kennen, den Schöpfer der landschaftlichen Umgestaltungen im ursprünglich barocken Schlosspark Nymphenburg und des Englischen Gartens in München. Das Zusammentreffen ist allerdings nicht dokumentiert. Lediglich die von Lenné übernommenen Sckell’schen Geländemodellierungen auf Zeichnungen und in der praktischen Anwendung lassen ein Zusammentreffen vermuten, können aber auch allein aus der praktischen Anschauung der Werke Sckells herrühren. Bereits im Herbst 1812 führte seine Reise weiter nach Wien. Dort erhielt er eine Gehilfenstelle in den Parkanlagen des Schlosses Schönbrunn unter dem Hofgärtner Franz Boos, einem Jugendfreund seines Vaters. Ein weiterer Wechsel nach Laxenburg, dem Sommersitz der Habsburger, erfolgte 1814. Dort bekam er den Auftrag, einen Umgestaltungsentwurf für die weiträumige Parkanlage des Barockschlosses Blauer Hof anzufertigen. Sein Plan wurde nicht ausgeführt. Die von ihm behauptete Verleihung des Titels Kaiserlicher Garten-Ingenieur ist nicht nachweisbar. 1815, ein Jahr nach dem Tod seiner Mutter am 12. Januar 1814, kehrte Peter Joseph Lenné nach Koblenz zurück. Er arbeitete bei seinem Vater mit, der die Gestaltung von Privatgärten übernahm, und entwarf Pläne für eine Erweiterung der Stadt Koblenz nach Abtrag der Festungsanlagen.

### Anstellung am preußischen Hof

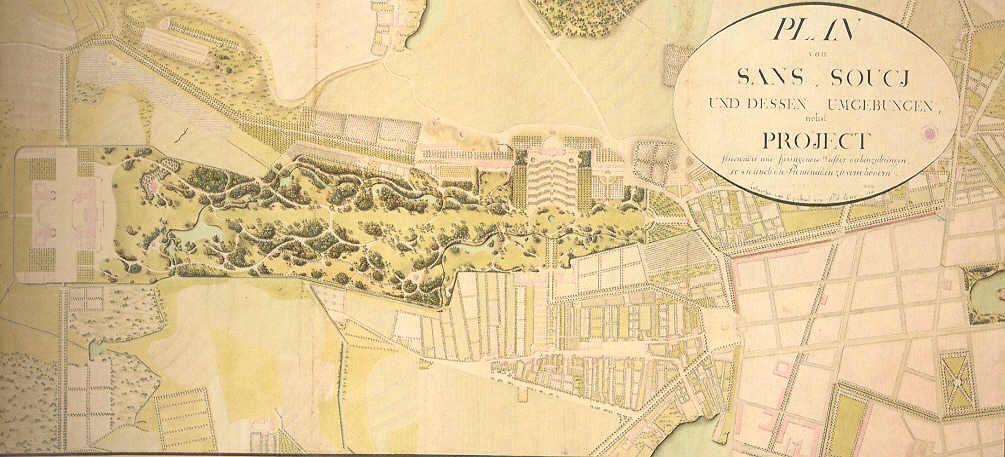
Plan vom friderizianischen Teil des Parks Sanssouci. Peter Joseph Lenné, 1816

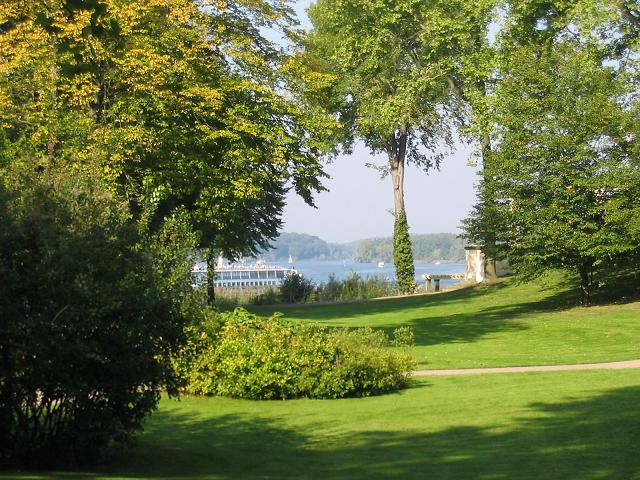
Pleasureground am Schloss Glienicke

Als nach dem Wiener Kongress die Rheinprovinz dem Königreich Preußen zugesprochen wurde, bewarb sich Lenné um eine Stelle am preußischen Hof. Durch die Napoleonischen Kriege waren die Berliner und Potsdamer Parkanlagen in einem verwahrlosten Zustand, deren Verwaltung dem Hofmarschallamt unterstand, das Hofmarschall und „Intendant der Königlichen Schlösser und Gärten“ Burchard Friedrich Freiherr von Maltzahn leitete. Im Februar 1816 erhielt Lenné in Potsdam eine Gehilfenstelle mit „Probezeit bis Michaelis“ (29. September) und war anfangs vermutlich an verschiedenen Orten tätig, um Zeichnungen von den königlichen Gartenanlagen anzufertigen. In diesem Jahr entstand auch der „Plan von Sanssouci und dessen Umgebungen“. Im Mai bekam er bei Hofgärtner Johann Friedrich Morsch im Neuen Garten eine Gehilfenstelle zugewiesen, wurde aber von Oberhofbaurat und Gartendirektor Johann Gottlob Schulze oft zum Zeichnen in die Gartendirektion bestellt. Dieser „gewann einen guten Eindruck von Lenné, sah in ihm seinen einstigen Nachfolger und förderte ihn nach Kräften. […] Gewiss rechnete er [auch] damit, dass Lenné eine seiner Töchter heiraten würde, wie er selbst die Tochter seines Vorgängers Manger geheiratet hatte.“ Im Neuen Garten wohnte Lenné im sogenannten „Grünen Haus“, an der Nordspitze des Heiligen Sees.
In diese Zeit fällt ebenfalls der Auftrag des preußischen Staatskanzlers Karl August Fürst von Hardenberg, die Besitzungen Neuhardenberg und Glienicke gartenkünstlerisch umzugestalten. Nach dem Kauf der Gutsanlage Glienicke durch Carl von Preußen 1824 konnte Lenné seine landschaftsgärtnerischen Arbeiten unter dem neuen Eigentümer übergangslos weiterführen. Hier legte er den Grundstein für ein weiträumiges Gesamtkunstwerk, das unter seiner Leitung in den darauffolgenden fünf Jahrzehnten die „Insel Potsdam“ zu einem großen, zusammenhängenden Landschaftsgarten werden ließ. Dieses Großprojekt wurde vor allem in der Regierungszeit des preußischen Königs Friedrich Wilhelm IV. gefördert.

### Beruflicher Werdegang
Im Jahr 1817 wurden Peter Joseph Lenné in Potsdam drei frei gewordene Hofgärtnerstellen angeboten, die er alle ablehnte, weil ihm die Tätigkeiten in den Gartenrevieren nicht zusagten. Eine Anstellung in der Königlichen Gartendirektion nahm er im Februar 1818 an. Maltzahn, der Lenné förderte und maßgeblich an dessen Aufstieg beteiligt war, gab ihm den Titel Garteningenieur und Mitglied der Gartendirektion.
Nun hatte er nicht nur die Position eines Hofgärtners übersprungen, sondern war sogar deren Vorgesetzter und dem Oberhofbaurat und Gartendirektor Johann Gottlob Schulze fast gleichgestellt, der das Amt seit 1790 innehatte. In einer Instruktion des Hofmarschalls von Maltzahn an die Hofgärtner vom 10. Februar 1818 heißt es, „daß Sie den Anordnungen des H. Lenné eben so Folge zu leisten haben, als wenn solche von mir oder dem Garten-Direktor ergangen, welches ein Jeder von Ihnen gewiß mit Vergnügen thun wird, da H. Lenné die Gartenkunst erlernt hat, und ein Mann ist, der gründliche Kenntnisse und Geschmack besitzt.“ Die Gärtner mussten nun die Anweisungen dreier Vorgesetzter befolgen.
In der Zusammenarbeit zwischen Schulze und Lenné kam es fortwährend zu Spannungen. Schulze beklagte sich über die unklaren Kompetenzen in der Gartenverwaltung und bemängelte immer wieder Lennés Eigenmächtigkeiten, durch die er seine Autorität als Gartendirektor schwinden sah. Zudem bekam Lenné die Aufsicht über die Baumschulen übertragen, „wodurch Schulze aus seinem Lieblingsgebiet verdrängt wurde“. Auch heiratete Lenné nicht dessen Tochter Karoline, sondern am 3. Januar 1820 in der katholischen Kirche St. Peter und Paul Friederica Louisa Voß (1798–1855), die älteste Tochter des lutherischen Hofgärtners im Potsdamer Küchengarten Joachim Heinrich Voß. Die 35-jährige Ehe blieb kinderlos.
Lenné zog aus der gehobenen Stellung seinen Nutzen. Als 1822 auf Anregung des Staatsministers der Geistlichen-, Unterrichts- und Medizinal-Angelegenheiten Karl vom Stein zum Altenstein der Verein zur Beförderung des Gartenbaues in den Königlich Preußischen Staaten gegründet wurde, gehörte Lenné zu den elf Gründungsmitgliedern. In diesem ersten deutschen Gartenverein war er ab Juni 1823 Vorsteher der Verwaltungsausschüsse für Obstbaumzucht und für bildende Gartenkunst sowie zweiter Stellvertreter des Direktors.
Friedrich Wilhelm III. gründete mit Kabinettsorder vom 20. August 1823 die Königliche Gärtner-Lehranstalt zu Schöneberg und Potsdam, die 1853 nach Potsdam und 1903 nach Berlin-Dahlem verlegt wurde, in Verbindung mit einer Landes-Baumschule. In der Lehranstalt erhielten die angehenden Gartenarchitekten erstmals eine Ausbildung auf wissenschaftlicher Basis. Am 21. Oktober 1823 ernannte der preußische König Lenné zum Direktor der Landesbaumschule sowie zum Direktor der Potsdamer Gärtnerlehranstalt. Nachdem der fast 74-jährige Johann Gottlob Schulze, ohne darum gebeten zu haben, zum 1. April 1828 pensioniert worden war, erhielt Lenné außerdem das Amt des Gartendirektors der königlichen Gärten. 1847 wurde Lenné Mitglied im Landesökonomie-Collegium, das in wirtschaftstechnischen Angelegenheiten das Landwirtschaftsministerium unterstützte. 1854 verlieh ihm Friedrich Wilhelm IV. den Titel Generaldirektor der Königlichen Gärten. Mit diesem Titel war keine Erweiterung seines Zuständigkeitsbereichs verbunden.
Seine Kenntnisse vertiefte und erweiterte er auf Reisen zum Studium der großen Parkanlagen. Nachdem der englische Gartenkünstler John Adey Repton (1775–1860) – ältester Sohn des Landschaftsarchitekten Humphry Repton – im Mai 1822 in Potsdam war und Gestaltungsmöglichkeiten für die königlichen Gärten vorschlug, reiste Lenné im Spätsommer des Jahres nach England. Seine Eindrücke, die er in einem Reisejournal festhielt, wurden 1824 unter dem Titel Allgemeine Bemerkungen über die Brittischen Parks und Gärten in Fragmenten veröffentlicht. Weitere Bildungsreisen folgten 1830/31 nach Süddeutschland und Westeuropa, 1837 nach Brüssel und Paris sowie 1844 und 1847 nach Italien.

### Parkanlagen

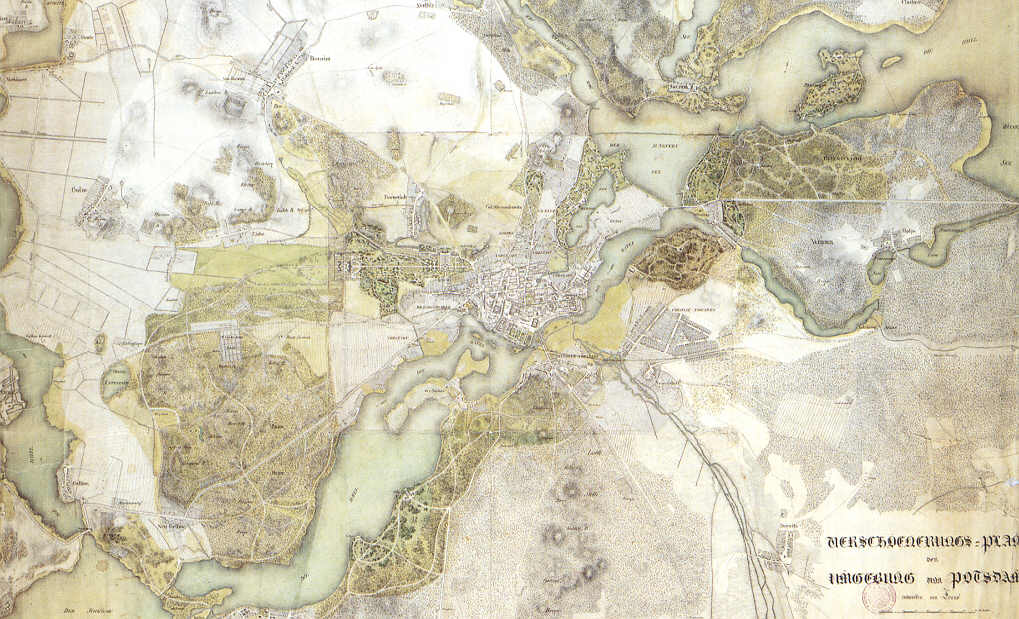
Verschönerungs-Plan der Umgebung von Potsdam, 1833. Nach Lenné, gezeichnet von seinem Schüler Gerhard Koeber

Lennés Garten- und Landschaftsgestaltungen erfolgten in enger Zusammenarbeit mit den Architekten Karl Friedrich Schinkel, Ludwig Persius und Ferdinand von Arnim. Seine bereits 1818 begonnene Umgestaltung des Parks Sanssouci, erweiterte er ab 1825 nach dem Ankauf des Charlottenhofer Parkteils und verband den alten Park aus der Zeit Friedrichs II. mit dem neuen Areal, das er als Landschaftspark formte. Im friderizianischen Teil hatte er seine Dienstwohnung im Haus der Gartendirektion unterhalb der Weinbergterrassen des Schlosses Sanssouci.
Weitere Anlagen in Potsdam waren unter anderem der Pfingstberg, die Alexandrowka, die Pfaueninsel, der Park Sacrow, der Böttcherberg und das gegenüberliegende Babelsberger Parkgelände, das jedoch wegen Unstimmigkeiten mit seinen Auftraggebern Wilhelm (I.) von Preußen und vor allem dessen Gemahlin Augusta durch seinen Konkurrenten Fürst Pückler-Muskau vollendet wurde. Nach dem Tod Friedrich Wilhelms IV. im Jahre 1861 konnten die umfangreichen Gartenprojekte nicht fortgeführt werden. Der Nachfolger auf dem preußischen Thron, Wilhelm I., setzte andere Schwerpunkte.

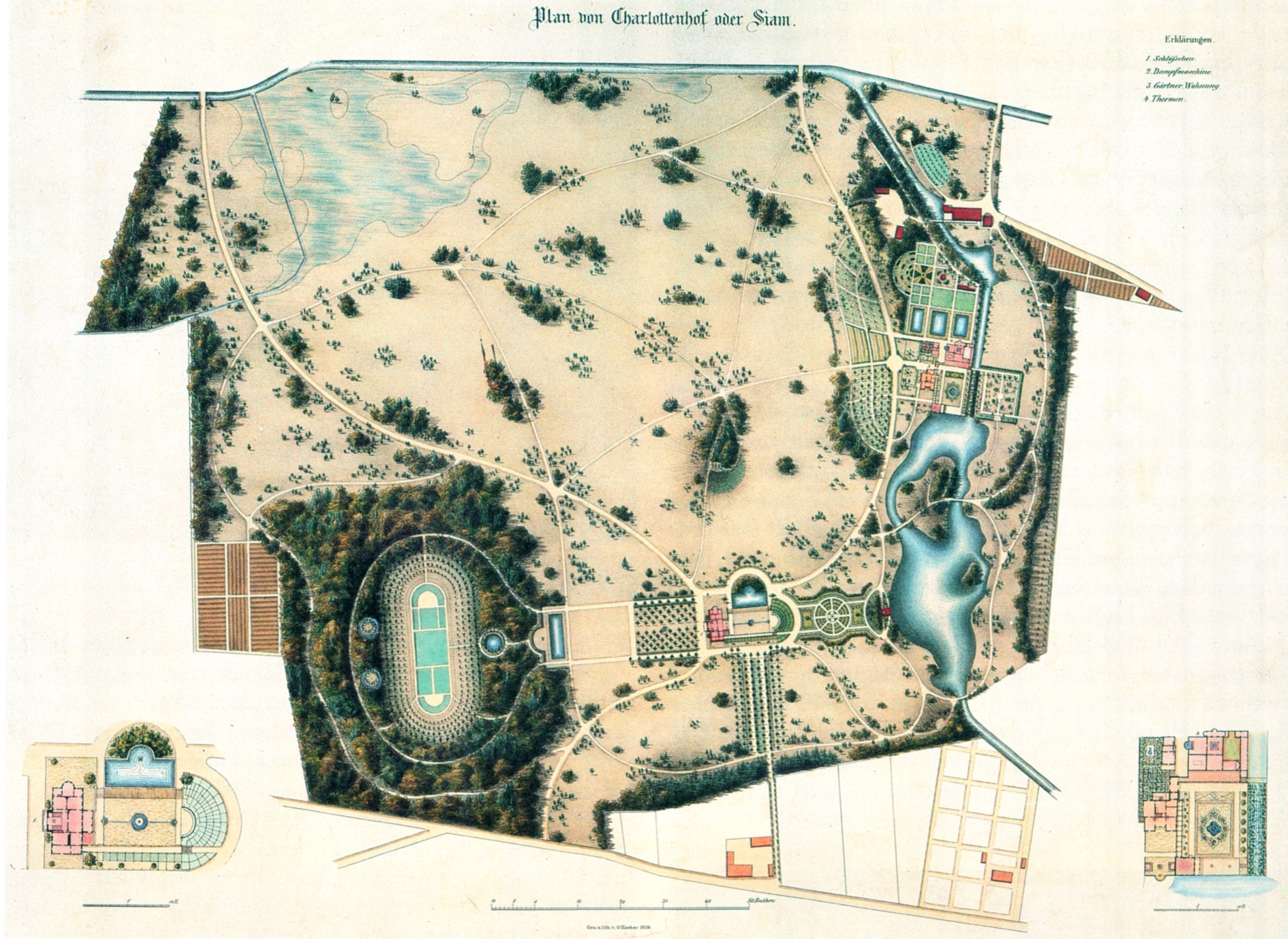
Plan von Charlottenhof oder Siam – Lennés Planungen in einer Lithografie von Gerhard Koeber von 1839

Nach Lennés Entwürfen entstanden zudem zahlreiche Parkanlagen und Gutsgärten in und außerhalb Preußens, die durch spätere Überformung, mangelhafte Pflege oder Umnutzung nicht immer als ein Werk Lennés erkennbar sind. Ein größeres Projekt war die gärtnerische Gestaltung des Klosterbergegartens in Magdeburg, deren Planung 1824 begann und die unter dem Titel Ueber die Anlage eines Volksgartens bei der Stadt Magdeburg veröffentlicht wurde. Die Mecklenburger Großherzöge Paul Friedrich und Friedrich Franz II. beauftragten Lenné mit einer Neuplanung des Schweriner Schlossgartens. Zwischen 1840 und 1852 wurden die Veränderungen nach Lennés Plänen unter der Leitung von Hofgärtner Theodor Klett realisiert. Seine Pläne beinhalteten den Erhalt des bestehenden Barockgartens. Gleichzeitig wurden gravierende Erweiterung geplant. Hierzu gehörte der neue Burggarten, die verschiedenen Nutzgärten mit Warm- und Kalthäusern, die Kaskaden und das Hippodrom.
Trotz seines Lebensmittelpunktes in Potsdam und Berlin blieb Peter Joseph Lenné seiner rheinischen Heimat verbunden. Im Raum Koblenz trug er zu weiteren Verschönerungen bei, insbesondere in den Koblenzer Rheinanlagen, die bis 1861 unter seiner Leitung entstanden. Beim Wiederaufbau von Schloss Stolzenfels, einem Hauptwerk der Rheinromantik, war er für die Gestaltung der Gartenanlagen verantwortlich. Da er in der alten Heimat den Lebensabend verbringen wollte, ließ er sich das unter dem Namen Lenné-Haus (nicht erhalten) bekannte Wohngebäude in Koblenz bauen, das er aber nicht mehr beziehen konnte.

### Der Stadtplaner Lenné

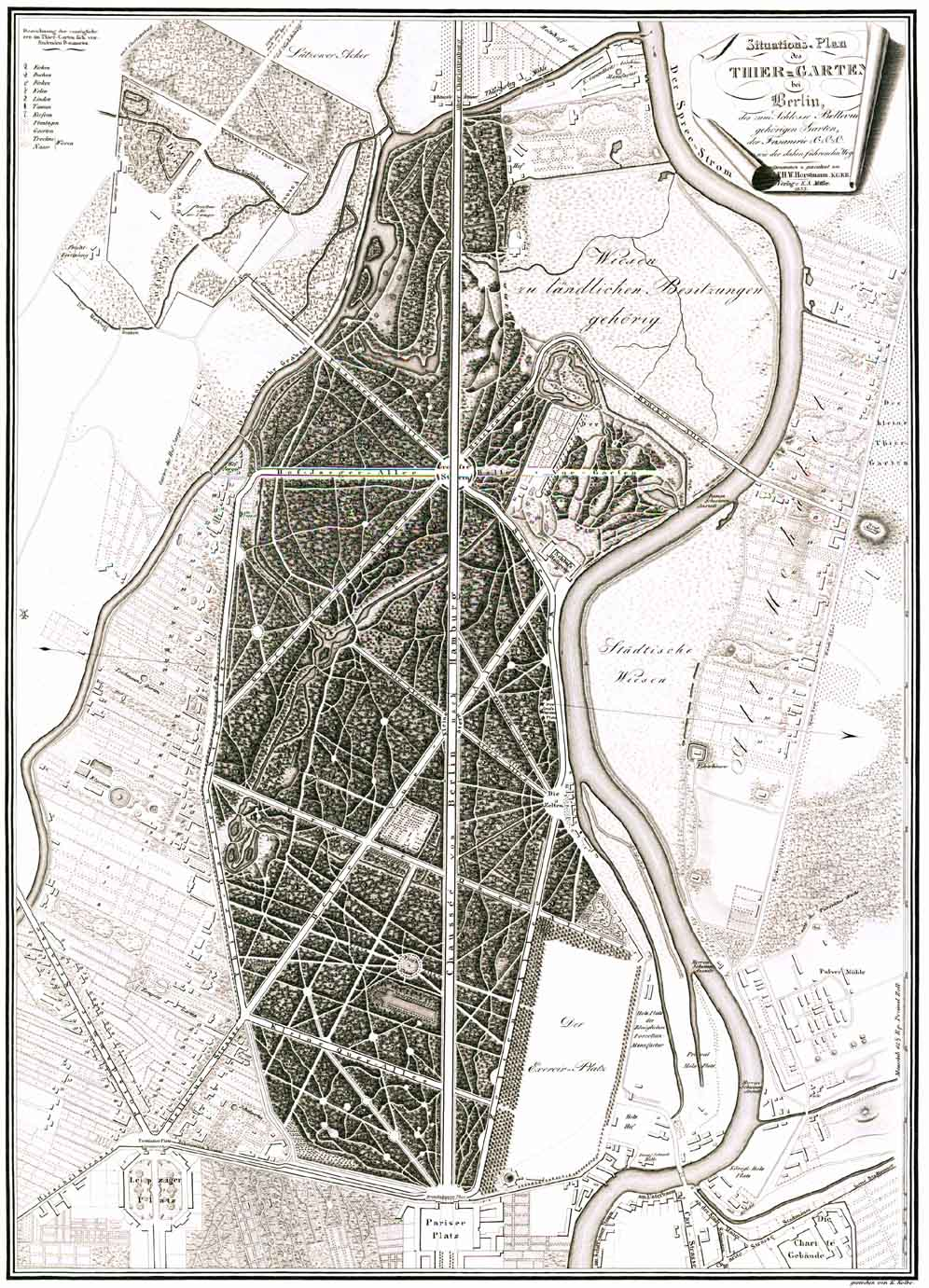
Plan des Berliner Tiergartens, 1833

Nicht nur in der Landschaftsgestaltung um Potsdam war Lenné gefragt. 1840 übertrug ihm der gerade inthronisierte König Friedrich Wilhelm IV. die städtebauliche Planung Berlins. Durch die Industrialisierung und den Zuzug der Landbevölkerung war die Einwohnerzahl auf rund 330.000 angewachsen, eine Zunahme, die sich seit 1810 mit rund 160.000 Einwohnern in dreißig Jahren mehr als verdoppelt hatte. Lenné überarbeitete den nicht ausgeführten Bebauungsplan des Oberbaurats Johann Carl Ludwig Schmid aus den 1820er-Jahren, der sich besonders auf das Köpenicker Feld, „das Gebiet am Frankfurter Tor, und das innerhalb der Akzisemauer noch unbebaute Gebiet in der Luisenstadt“ konzentrierte. Den Mangel an Grünflächen glich Lenné in seinem 1840 vorgelegten Entwurf Projectirte Schmuck- und Grenzzüge von Berlin mit nächster Umgebung aus. Darin verband er die ökonomischen Erfordernisse, die eine stetig wachsende Stadt mit sich brachte, mit den kulturpolitischen und gesundheitlichen Bedürfnissen der Bevölkerung durch unmittelbar am Wohn- und Arbeitsplatz liegende Grünanlagen und Promenaden für die Naherholung.
Neben breiter Straßen erhielt die Stadt vor allem durch den Ausbau des Landwehr- oder Schafgrabens zum Landwehrkanal, den Bau des Luisenstädtischen Kanals als Verbindung zwischen Landwehrkanal und Spree sowie des Berlin-Spandauer Schifffahrtskanals dringend benötigte Wasserstraßen für den Transport von Waren und Baumaterial. Die als Alleen angelegten Uferstraßen entlang des Luisenstädtischen Kanals und Badestellen am Landwehrkanal dienten der Bevölkerung als Erholungszonen. Wegen seiner regen Bautätigkeit nannten ihn die Berliner daraufhin Buddelpeter. In seinem Erläuterungsbericht zu den Schmuck- und Grenzzügen schrieb Lenné:

„Überall war es bei vorliegendem Projekt mein Bemühen, die Verteilung des gegebenen Raumes so zu leiten, daß neben dem Nutzen, welcher der Gemein[d]e aus den neuen Anlagen geschaffen werden soll, auch dem Vergnügen der Einwohner sein Recht widerfahre. Denn je weiter ein Volk in seiner Kultur und in seinem Wohlstande fortschreitet, desto mannigfaltiger werden auch seine sinnlichen und geistigen Bedürfnisse. Dahin gehören dann auch die öffentlichen Spazierwege, deren Anlage und Vervielfältigung in einer großen Stadt nicht allein des Vergnügens wegen, sondern auch aus Rücksicht auf die Gesundheit dringend empfohlen werden muß.“

Letztendlich war der Bebauungsplan „eine Art Kompromiss zwischen den Planungen Schmids, den Wünschen des […] Königs für die Luisenstadt und den Vorstellungen Lennés.“ Sein Schmuck- und Grenzzügeplan wurde jedoch nicht in allen Teilen ausgeführt, oder einiges erst später in veränderter Form realisiert.

### Lennés Gestaltungsphasen
Die gärtnerischen Gestaltungen Lennés werden von Gartenhistorikern in drei Phasen gegliedert. Bis 1820, andere Quellen verweisen auf die Zeit von etwa 1815 bis 1830, widmete er der reinen Gartenkunst. Von 1820, andere Quellen nennen 1830, bis zu seiner dritten Phase 1840, entstanden neben kleineren ländlichen Parkanlagen die weiträumigen Park- und Landschaftsgestaltungen mit Sichtachsen, Blumengärten mit zum Teil exotischen Pflanzen und Wasserspielen. Um seinen Gestaltungsideen Platz zu schaffen, ließ er oft alten Baumbestand abholzen oder Schneisen hinein schlagen. Lennés Nachfolger, Ferdinand Jühlke, charakterisierte ihn später als einen Zerstörer, welcher mit unbeugsamer Strenge das Alte niederwirft, um Raum für seine Ideen zu gewinnen und dann wieder als ein organisatorisches Genie, um wieder Ordnung und Harmonie in die Massen seiner Schöpfungen zu bringen. In Lennés gewaltiger Natur war die Kraft des Zerstörens, Schaffens und Organisierens in einer ganz wunderbaren Weise vereinigt.
In seiner späten Gestaltungsphase, etwa ab 1840, passte Lenné seine Entwürfe dem aufgekommenen Historismus an, der in der Architektur die Stilformen vergangener Epochen wiederbelebte. In der Gesamtanlage eines englischen Landschaftsparks schuf er einzelne blumengeschmückte Gartenabschnitte, die zum Beispiel die geometrischen Formen der italienischen Renaissance- oder der französischen Barockgärten zum Vorbild hatten. In dieser Mischform des natürlichen Landschaftsparks mit schmückenden Gartenpartien entwarf Lenné nicht nur Privatgärten, sondern im Zuge der Stadtplanung ebenfalls öffentliche Grünanlagen und Volksparks, deren Gestaltung sein Meisterschüler und späterer Berliner Gartendirektor Gustav Meyer im Sinne Lennés fortsetzte. Schüler von Lenné und Meyer schlossen sich 1887 im Verein deutscher Gartenkünstler zusammen, um die Grundsätze der künstlerischen Gestaltung ihrer Vorbilder, der so genannten Lenné-Meyer-Schule, zu fördern und zu pflegen, die bis zur Gartenreformbewegung um 1900 richtungsweisend waren.

### Ehrungen

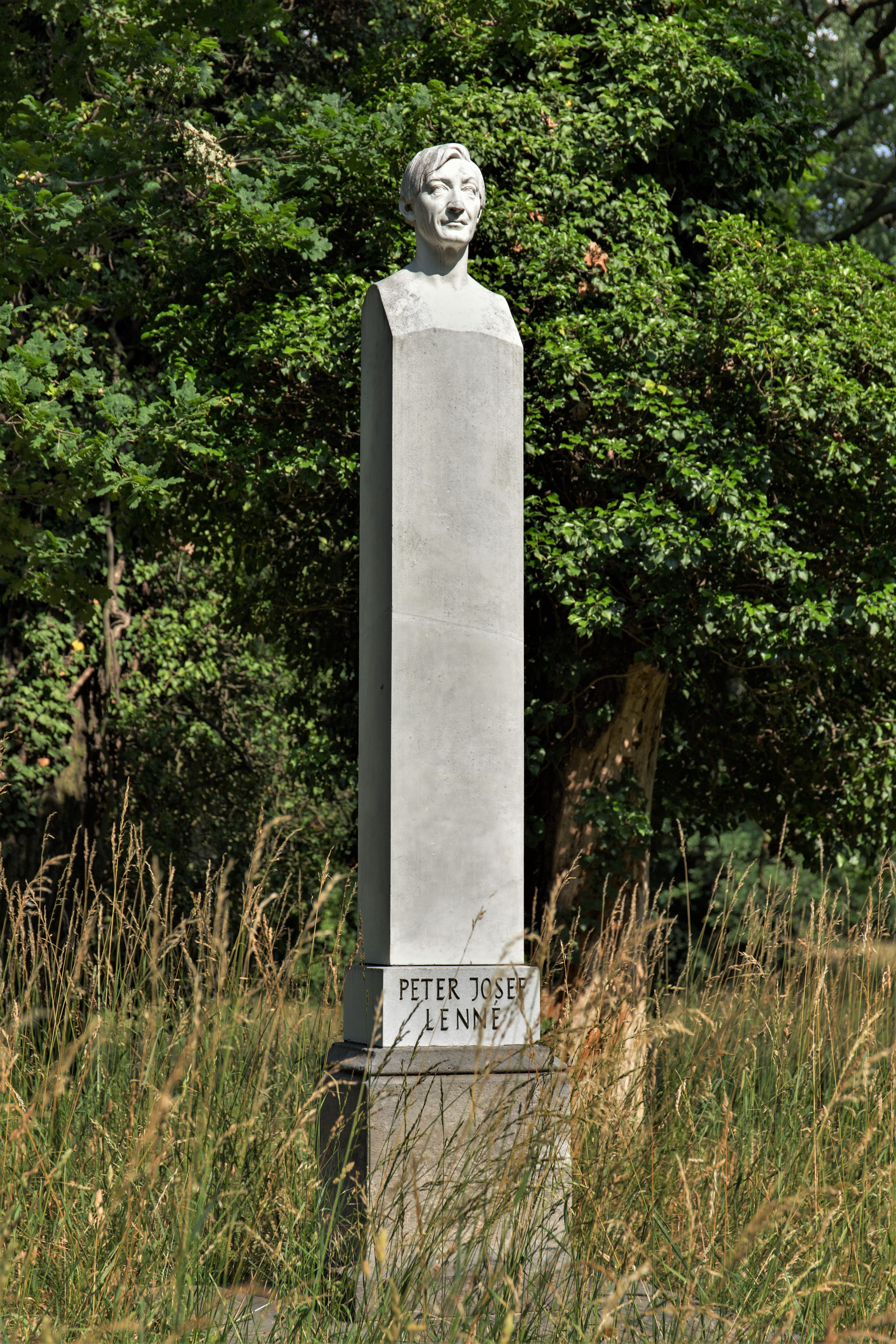
Porträtherme Peter Joseph Lenné im Park Sanssouci

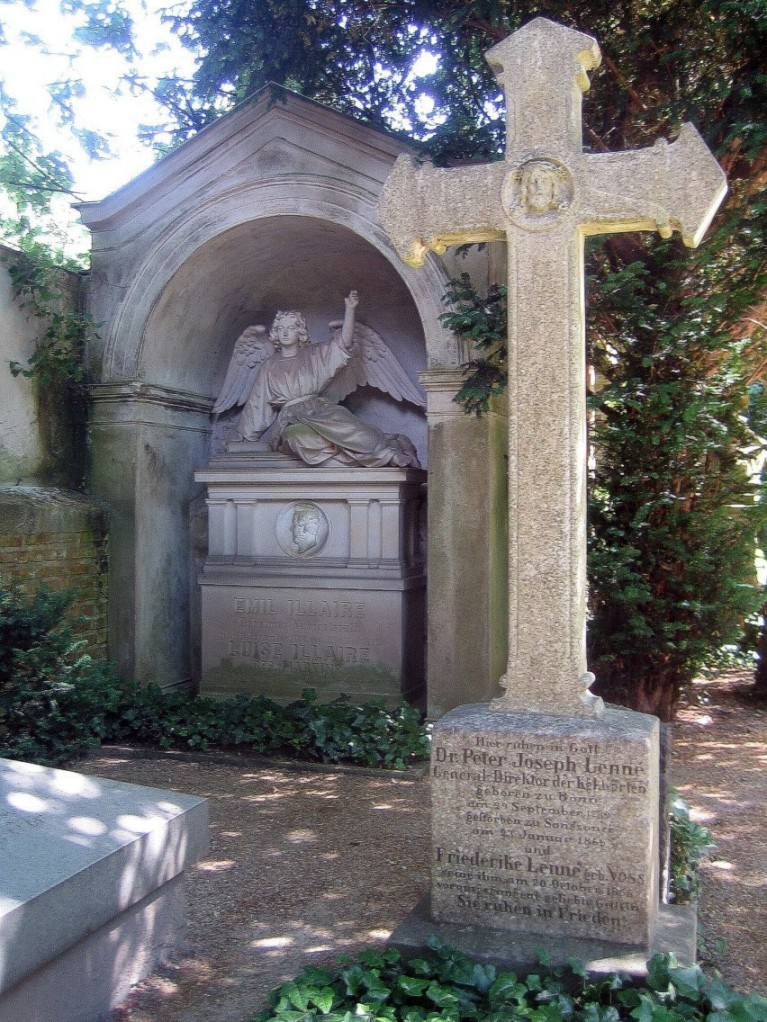
Das Grabkreuz auf dem Bornstedter Friedhof in Potsdam

Während seiner Amtszeit bekam Lenné zahlreiche Ehrungen. Da er als preußischer Beamter in königlichen Diensten für seine Arbeiten außerhalb Preußens kein Honorar nehmen durfte, erhielt er zahlreiche Sachgeschenke wie Orden, Tafelservice, Tuchnadeln und ähnliches mehr. Außerdem wurden noch zu seinen Lebzeiten Straßen nach ihm benannt, in denen er gartengestalterisch tätig war. Unter anderem in Berlin, wo er sich ein Jahr vor der Namensumbenennung durch den Architekten Ludwig Persius 1838 ein Haus in der Lennéstraße 1 (vormals Kanonenweg) errichten ließ. Am 30. April 1853 ernannte ihn die Königlich Preussische Akademie der Künste in Berlin zum Ehrenmitglied. Von der Universität Breslau bekam er am 12. Januar 1861 die Ehrendoktorwürde (Dr. phil. h. c.) und am 29. Juni 1863 von der Stadt Potsdam die Ehrenbürgerschaft. Von den zwölf in- und ausländischen Orden, die Lenné zwischen 1832 und 1864 erhielt, empfing er von Friedrich Wilhelm IV. das Komturkreuz des Königlichen Hausordens von Hohenzollern und für einen preußischen Beamten bürgerlichen Standes als besondere Auszeichnung, den Roten Adlerorden II. Klasse. Außerdem ließ der König 1848 im Park Sanssouci, nördlich des Neuen Palais, eine Herme mit Lennés Bildnis aufstellen. Die 1847 von Heinrich Berges ausgeführte Marmorbüste entstand nach einem Modell von Christian Daniel Rauch. Kopien der Büste befinden sich unter anderem in Bonn, den Koblenzer Rheinanlagen und auf der Roseninsel bei Feldafing.
Die Botaniker ehrten ihn mit der Benennung einer Magnoliensorte, der Magnolia (soulangeana) lenneana, aus der Familie der Magnoliengewächse und mit der Art Monstera lennea (K.Koch) (jetzt Monstera deliciosa) aus der Familie der Aronstabgewächse. Auch die Gattung Lennea (Klotzsch) aus der Familie der Hülsenfrüchtler (Fabaceae) ist nach ihm benannt.
Kurz vor seinem fünfzigsten Dienstjubiläum erlitt Lenné im Alter von 77 Jahren einen Gehirnschlag. Seine letzte Ruhe fand er auf dem Familienfriedhof der „Familienstiftung Hofgärtner Hermann Sello“, einem Teil des Bornstedter Friedhofs, neben Angehörigen der Gärtnerfamilien Sello und Nietner sowie den Architekten Ludwig Persius und Reinhold Persius. Ein für das Dienstjubiläum am 15. Februar 1866 von seinen Freunden und Schülern gestifteter silberner, mit Blattgold überzogener Lorbeerkranz konnte ihm wegen seines Todes nicht mehr überreicht werden. Er wurde dem Sarg vorangetragen. Jedes der fünfzig Blätter enthielt eine Gravur mit den wichtigsten von Lenné angelegten Gärten:
Pfingstberg, Glienicke, Sacrow, Ruinenberg, Alexandrowka, Lindstedt, Charlottenhof, Wildpark, Nordischer Garten, Neues Orangerie-Haus, Sizilianischer Garten, Sanssouci-Marly, Oeynhausen, Moabit-Borsig, Ludwigslust, Laxenburg, Leipzig, Dresden, Frankfurt, Berlin Zoologischer Garten, Neuhardenberg, Homburg, Basedow, Ballenstedt, Köln-Flora, Magdeburg, Breslau, Altenstein, Berlin Tiergarten, Boytzenburg, Berlin Plätze, Berlin Bebauung, Berlin Schiffahrts-Kanal, Oliva, Erdmannsdorf, Camenz, Fasanerie, Hohenzollern-Burg, Brühl, Stolzenfels, Benrath, Koblenz, Charlottenburg, Schönhausen, Babelsberg, Pfaueninsel, Wolfshagen, Schwerin, Neu-Strelitz, Lübeck.
Ein Berliner Oberstufenzentrum und die größte Agrarschule Deutschlands trägt den Namen Peter-Lenné-Schule. Die Peter-Joseph-Lenné-Gesamtschule ist eine Gesamtschule mit gymnasialer Oberstufe in Potsdam.

## Werkeliste (Auswahl)

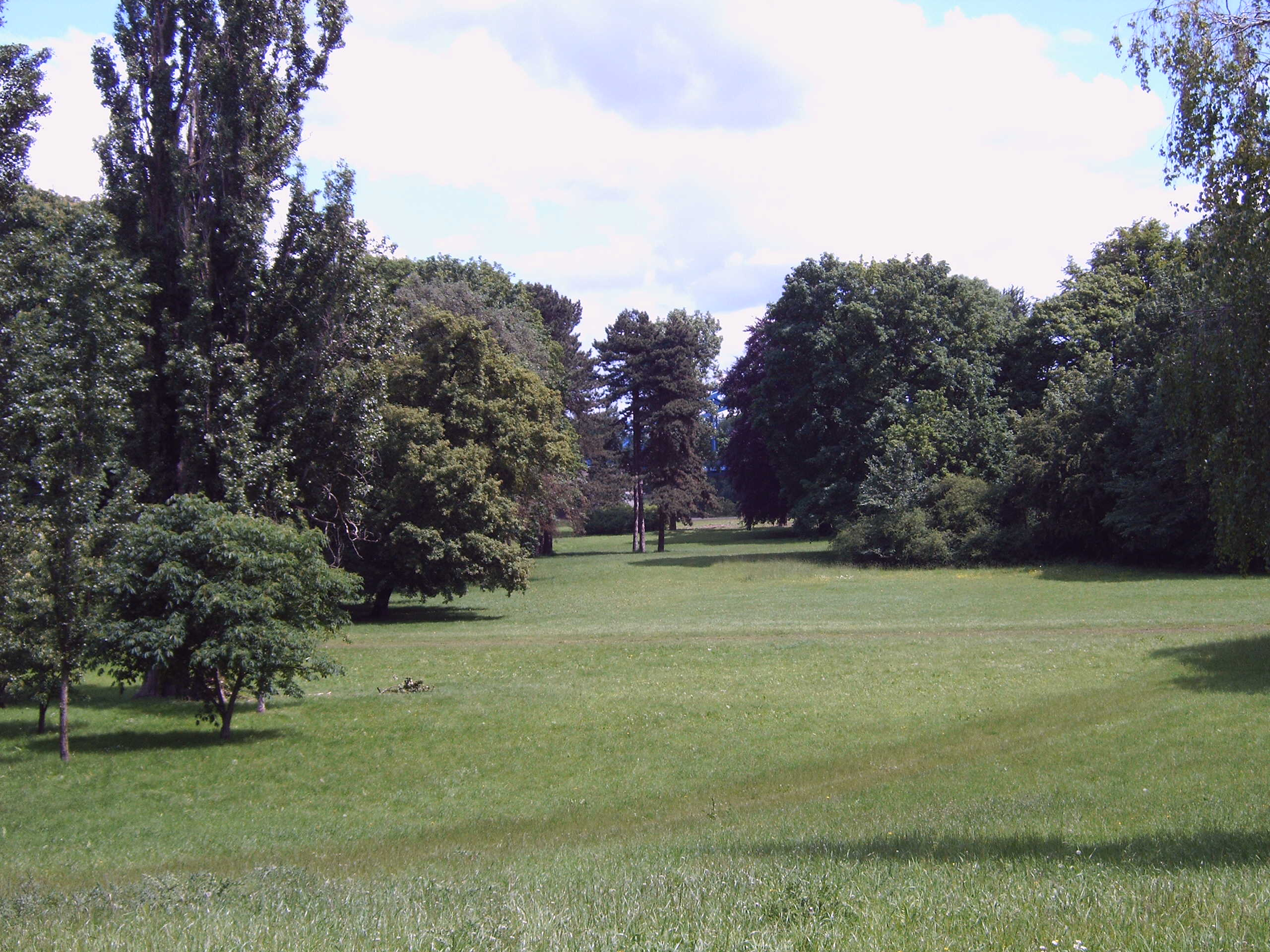
Klosterbergegarten, Magdeburg, 2006

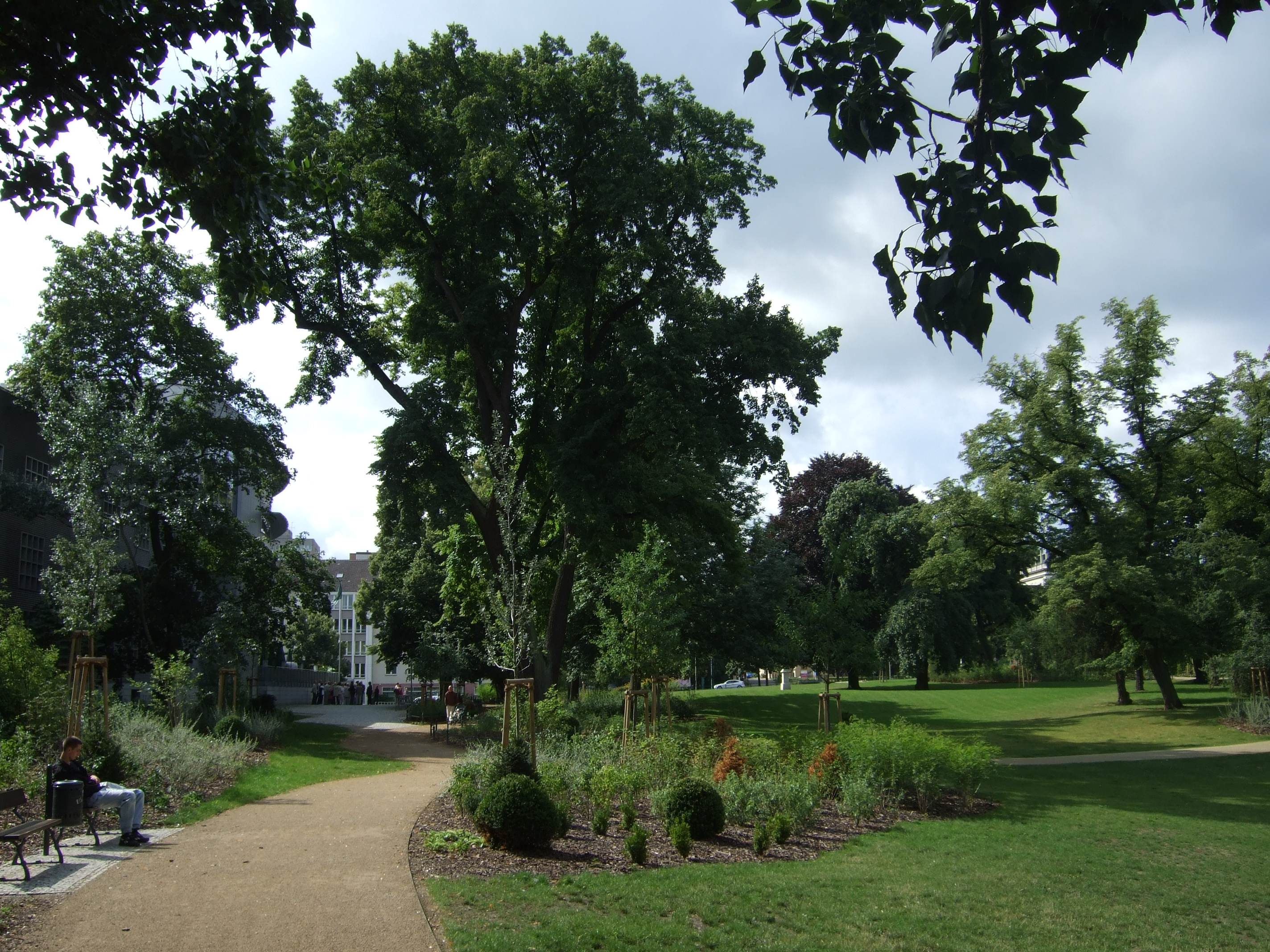
Lennépark, Frankfurt (Oder), 2008

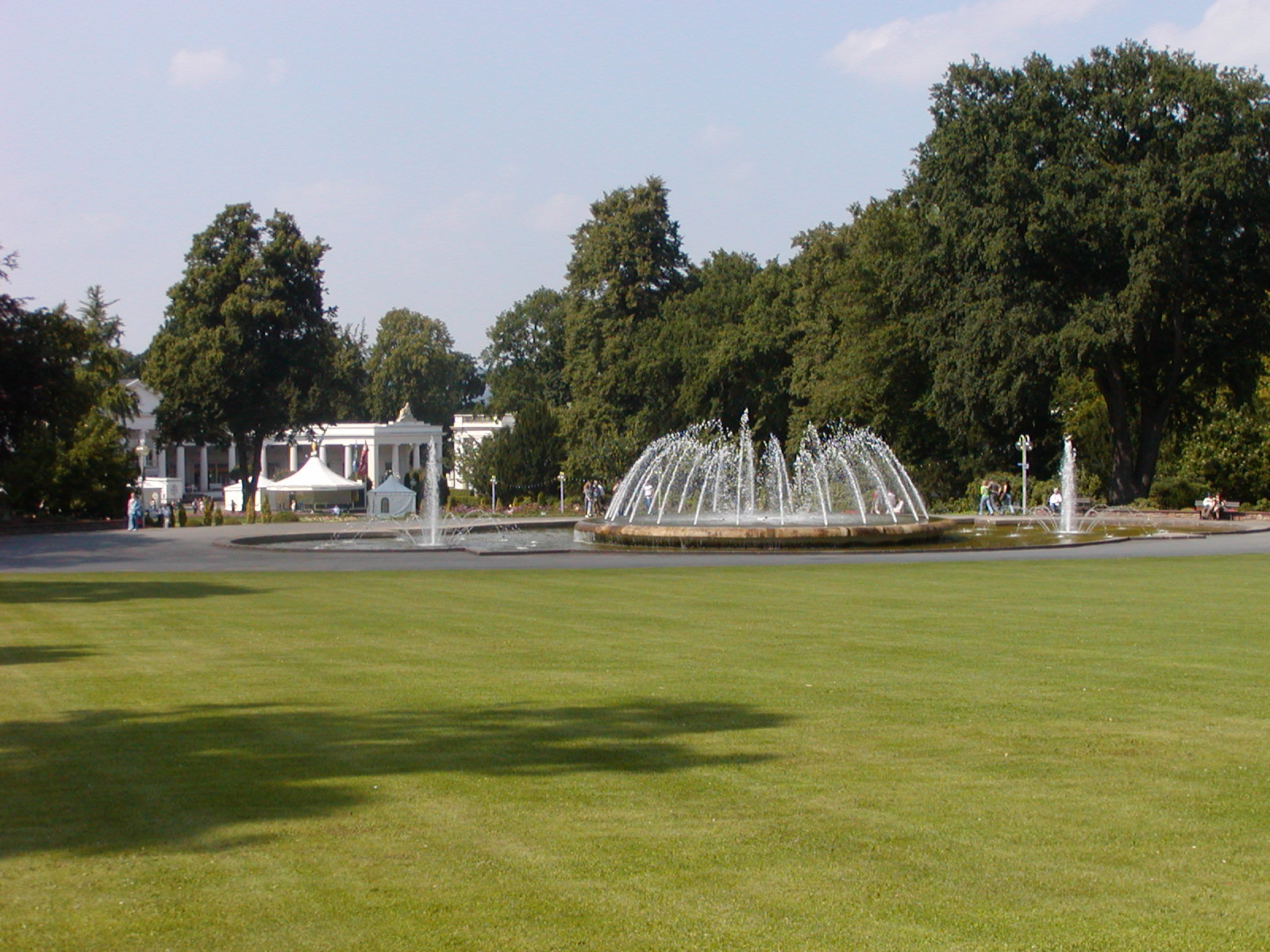
Kurpark Bad Oeynhausen, 2005

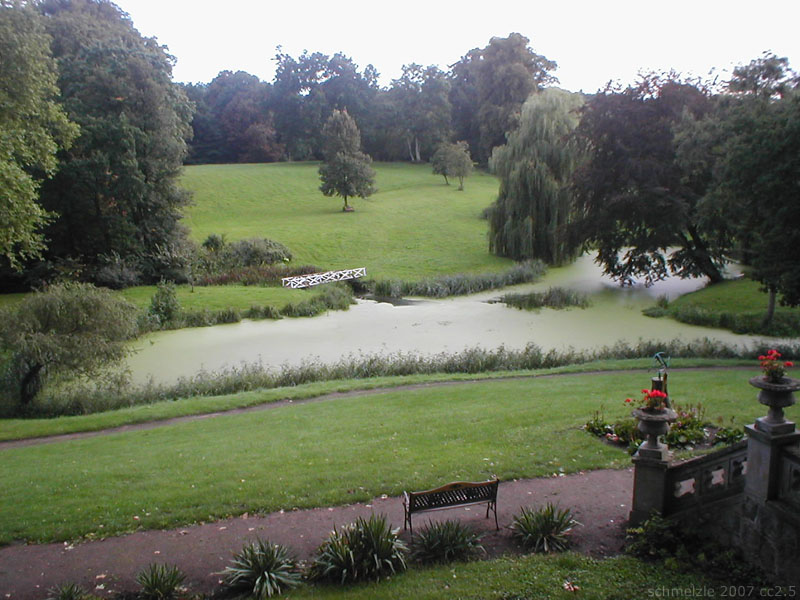
Schlosspark Kittendorf, 2007

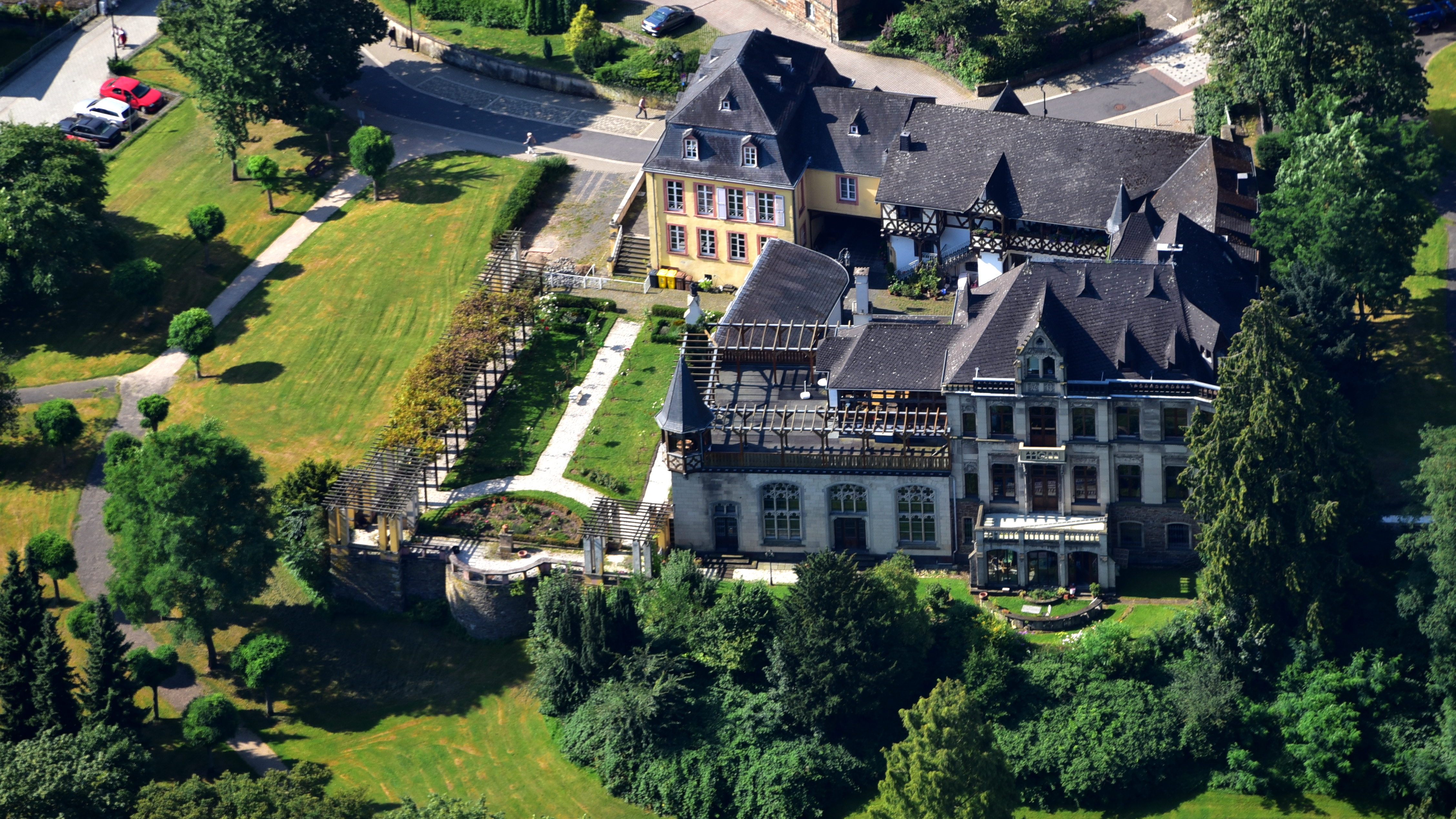
Sinzig Zehnthof, Luftaufnahme (2016)

- 1814/15 Mitarbeit am Schlosspark Laxenburg
- 1816 und 1828 Änderungen Neuer Garten, Potsdam
- 1816 bis etwa 1862 Pleasureground und Landschaftspark Glienicke mit Park Jagdschloss Glienicke und Böttcherberg, Berlin
- 1816–1834 Pfaueninsel, Berlin
- ab 1818 Umgestaltung und Erweiterung des Parks Sanssouci, Potsdam mit 1825–1829 Charlottenhof, 1842 Fasanerie, 1845–1847 Marlygarten und Friedensgarten an der Friedenskirche, 1857–1860 Nordischer- und Sizilianischer Garten
- 1819 Mitwirkung am Schlosspark Fürstlich Drehna
- 1820 Parkanlage von Schloss Lübbenau[48]
- 1821 Gartenanlage Schloss Friedrichsfelde (Tierpark)
- 1821–1823 Park Schloss Neuhardenberg
- 1822 Park Zwierzyniec, Złotów (Flatow in Pommern)
- 1823 Park von Schloss Marquardt
- Zwischen 1821 und 1840 entstanden außerdem die meisten seiner 120 ländlichen Parkanlagen, unter anderem 1829 der Park des Schlosses Liebenberg. Beschrieben in Theodor Fontanes Fünf Schlösser in Wanderungen durch die Mark Brandenburg und um 1838 Petzow
- 1825–1835 Klosterbergegarten, Magdeburg
- um 1825 landschaftliche Umgestaltung des ab 1819 erweiterten Schlossgartens von Neustrelitz nach Rat von Lenné, ausgeführt durch Hofgärtner Hugo Stark
- ab 1826 Kurpark Swinemünde
- 1826/27 Alexandrowka, Potsdam
- 1827 Nordpark (ehem. Friedhof), Magdeburg
- 1828–1830 Schlossgarten Caputh
- 1829 Planung Schlosspark Liebenberg (Löwenberger Land)
- 1829/30 Herrenkrugpark (Teil der Elbaue), Magdeburg
- 1830/31 und 1862 Wilhelmplatz (Platz der Einheit), Potsdam
- 1832 Schlosspark Blankensee (bei Trebbin)
- 1832 Park Wolfshagen Uckermark
- 1833–1840 Tiergarten, Berlin
- 1833–1842 Zoologischer Garten, Berlin
- 1833–1843 Park Babelsberg, Potsdam
- 1835–1840 mehrere Umgestaltungspläne für den Park von Schloss Basedow, ausgeführt 1835 bis 1852
- 1835–1845 Lennépark Frankfurt (Oder)
- 1836–1842 Gartenanlagen am Berghang um Schloss Stolzenfels, Koblenz
- 1839 Pieschener Park, Altenplathow
- nach 1840 Landschaftspark in Blumberg (Barnim) bei Ahrensfelde, Mitarbeit Gerhard Koeber
- ab 1840 Weiterarbeit nach Carl August Sckells Tod am Park des Schlosses Hohenschwangau („Schwanseepark“)
- ab 1840 Wildpark, Potsdam
- ab 1840 Stadtplanung Berlin (siehe auch Hobrecht-Plan)
  - Bebauung: Tempelhofer Feldflur, Schöneberger Feldflur, Köpenicker Feldflur
  - Straßenzüge: von der Gneisenau- und Yorckstraße über Dennewitzplatz, Nollendorfplatz, Kleiststraße und Wittenbergplatz bis Zoologischer Garten
  - Plätze: unter anderem Belle-Alliance-Platz (Mehringplatz), Lustgarten, Leipziger Platz, Opernplatz (Bebelplatz), Hausvogteiplatz, Mariannenplatz (am Krankenhaus Bethanien), Gelände der Charité
- ab 1841 Paradiesgarten am Park Sanssouci, Potsdam, angelegt von Hermann Sello
- 1840–1852 Schweriner Schlossgartens
- 1841/42 Ruinenberg, Potsdam
- ab 1842 landschaftliche Umgestaltung des Schlossgartens Brühl
- ab 1842 Parkanlage Sacrow, Potsdam
- ab 1842 landschaftliche Gestaltung der Bornstedter Feldflur, Potsdam
- ab 1842 Schlosspark Blücher, Göhren-Lebbin
- 1845–1855 Landwehrkanal, Berlin
- 1846/47 Marlygarten, Potsdam
- 1847–1863 (mit Unterbrechung zwischen 1852 und 1862) Pfingstberg
- 1847–1859 Berlin-Spandauer Schifffahrtskanal, Berlin
- 1848–1852 Luisenstädtischer Kanal, Berlin
- um 1850 Neugestaltung der Wallanlagen beim Bau der Eisenbahn, Lübeck
- 1851–1853 Kurpark Bad Oeynhausen
- 1852 Elisengarten in Aachen
- bis 1853 Romantik-Park Schloss Kittendorf
- 1852–1860 Park von Schloss Ludwigslust, Ludwigslust
- 1852/53 Stadtpark und Kurgarten in Aachen
- ab 1854 Lenné-Park mit Roseninsel in Feldafing
- 1854 „Schmuck- und Grenzzügeplan für München“ im Auftrag Max II.
- 1856 Kurpark Bad Homburg
- 1856–1861 Kaiserin-Augusta-Anlagen und Park des Kurfürstlichen Schlosses, Koblenz
- 1857 „Schillerpark“ (offizieller Name „Lenné-Anlage“, südöstlicher Teil des Promenadenrings), Leipzig
- 1858 Schlosspark Kamenz, Schlesien
- 1858 Johannapark, Leipzig
- 1858 Prinzengarten Schlosspark Ballenstedt
- 1858 Schlosspark Karnin
- 1858–1860 Parkanlage Schloss Lindstedt, Potsdam
- 1860 Parkanlage Schloss Kröchlendorff
- 1858–1866 Schlosspark, 1864 Zehnthof, Sinzig
- 1860/61 Kuranlagen Bad Neuenahr-Ahrweiler
- um 1860 Teile der Gartenanlage der Dresdner Bürgerwiese sowie Außenanlagen im Zoo Dresden
- 1860 Park von Schloss Remplin, Remplin
- 1863 Klinikpark an der LWL-Klinik Lengerich
- 1863 Garten für die Flora (Botanischer Garten), Köln-Riehl